# TR.I.S.
TR.I.S (Traghetti delle Isole Sarde) war eine italienische Reederei mit Sitz in Genua, welche 2002 aufgelöst wurde. TR.I.S betrieb hauptsächlich Fährverbindungen nach Sardinien und regionale Verbindungen zu den umliegenden Inseln, aber auch nach Korsika.

## Geschichte
Der neapolitanische Reeder Nicola Parascandolo kaufte 1987 von der Dänischen Staatsbahn (DSB) die Hälsingborg, welche er in Skipper umbenannte und auf der Route Portovesme-Carloforte einsetzte. 1989 beschloss Parascandolo, die Skipper auf der Relation Palau-La Maddalena, im Norden von Sardinien, einzusetzen.
1990 wurde die Reederei TR.I.S (Traghetti delle Isole Sarde) von Nicola Parascandolo offiziell gegründet.
Im April 1991 werden drei ehemalige norwegische Fjord-Fähren gekauft, die Hardingen, Sandøy und Kvamsøy, welche in Erik P., Camogli und Capri, umbenannt wurden. Alle drei Fähren wurden zwischen Palau und La Maddalena eingesetzt.
Im Januar 1996 kaufte TR.I.S die Eisenbahnfähre Warnemünde und benannte sie in Admiral um. Die Reederei eröffnete mit ihr ihre erste internationale Route: Genua-Porto-Vecchio-Palau.
1997 vergrößerte die Reederei ihre Flotte mit einer weiteren Eisenbahnfähre von der DSB, der Kronborg. Die Fähre behielt ihren Namen und wurde ebenfalls auf der Route Palau-La Maddalena eingesetzt.
Vom 8. Oktober 1998 bis zum 10. Januar 1999 wurde mit der Admiral eine Winterkreuzfahrt angeboten, welche die Route Genua-Barcelona-Palma de Mallorca verfolgte.
Im Jahr 1999 wurde die Stena Prince, von der Schwedischen Stena Line, gekauft und in Commodore umgetauft. Sie diente dazu, dem Konkurrenzdruck, auf der Genua-Porto Vecchio-Palau Route, standzuhalten, indem tägliche Abfahrten angeboten werden konnten.
2000 wurde die Route Genua-Propriano-Porto Torres eröffnet und mit der zugekauften Gioventù betrieben, welche zuvor unter dem Namen Prins Henrik für die DSB fuhr. Auf jener Route herrschte großer Konkurrenzdruck für TR.I.S, weil GNV und Tirrenia ebenfalls auf jener Route tätig waren, welche beide größere und luxuriösere Schiffe einsetzten. Zudem war die Gioventù ursprünglich für kürzere Routen gebaut, wie zum Beispiel zuvor in Dänemark auf einer einstündigen Strecke.
2001 versuchte TR.I.S, die Route von Piombino nach Portoferraio auf Elba zu bedienen. Die Gioventù und die Commodore wurden schon für die Elba-Routen mit einem neuen Anstrich versehen. Allerdings erteilte die Hafenbehörde keine Genehmigung, weil die Anleger schon von Moby Lines und Toremar besetzt waren.
2002 wurde die Route Genua-Propriano-Porto Torres eingestellt. Stattdessen wurde der HSC-Katamaran Winner gechartert, welcher gemeinsam mit der Commodore und der Admiral die Route Genua-(Porto Vecchio)-Palau betrieb. Am Ende der Sommersaison musste TR.I.S den Betrieb aufgrund von wirtschaftlichen Problemen, welche zur Insolvenz führten, einstellen. Teile der Flotte und Routenlizenzen wurden an die neu gegründete Reederei Enermar verkauft.

## Flotte
(Quelle:)
| Schiff    | Bild | Eingesetzte Jahre |
| --------- | ---- | ----------------- |
| Skipper   |      | 1987–2002         |
| Erik P.   |      | 1991–2002         |
| Camogli   |      | 1991–2002         |
| Capri     |      | 1991–2002         |
| Admiral   |      | 1996–2002         |
| Kronborg  |      | 1997–2002         |
| Commodore |      | 1999–2002         |
| Gioventù  |      | 1999–2002         |
| Winner    |      | 2002, Gechartert  |